# Вандер Фил
Филипп Сергеевич Крамаренко (укр. Пилип Сергійович Крамаренко; род. 28 ноября 1990, Харьков), более известный под псевдонимом Вандер Фил — украинский рэп и хип-хоп исполнитель. Бывший участник музыкального лейбла «Black Star».

## Биография
Филипп родился 28 ноября 1990 в украинском городе Харьков. С самого детства интересовался музыкой и родители его отправили в специализированное учебное заведение, в котором был примерно 7 лет. В один момент, когда мужчина писал песенные текста и музыку, он давал ознакомиться исключительно своим знакомым. Кто то по неизвестной причине выложил его треки в интернет, где он получил хорошие отзывы.
В 2014 году вышел дебютный видеоклип на песню «Снова один». В 2015 году выпустил клип на песню «Eva». В апреле 2017 года Вандер Фил подписался на лейбл «Black Star», а ровно через год расторг контракт. В ноябре 2018 года Вандер Фил выпустил сингл «Бэйби» на музыку Скриптонита. В 2019 году вышел дебютный альбом под названием «Wonderful». Осенью 2019 году Вандер Фил и Федук записали песню «Сахарок».